# エンソ・フェルナンデス
エンソ・ヘレミアス・フェルナンデス（スペイン語: Enzo Jeremías Fernández、2001年1月17日 - ）は、アルゼンチン・サン・マルティン出身のサッカー選手。チェルシーFC所属。アルゼンチン代表。ポジションはMF。

## クラブ経歴
CAリーベル・プレートの下部組織出身で5歳の時に入団した。2019年1月27日、パトロナート戦において初めてトップチームでベンチ入りを果たした。2020年3月5日、コパ・リベルタドーレスのLDUキト戦でトップチームデビューを果たした。
2020年8月22日、デフェンサ・イ・フスティシアに2021年12月までのレンタルで移籍した。コパ・スダメリカーナ2020の決勝トーナメント準決勝コキンボ・ウニード戦では1stレグと2ndレグの両方で先発出場を果たし、2戦合計4-2での勝利に貢献した。決勝のCAラヌース戦でも活躍し、チームは3-0で勝利して優勝を果たした。コパ・リベルタドーレス2020を優勝したSEパルメイラスとの対戦となったレコパ・スダメリカーナ2021でも1stレグと2ndレグの両方に出場し、チームは1-3でリードされている状況から追い付いてPK戦に持ち込むと、自身もPKを成功させるなどし勝利した。
デフェンサでの活躍により、2021年12月までの予定だったレンタルは早々に打ち切られ、2021年7月にリーベル・プレートに復帰した。8月14日、CAベレス・サルスフィエルド戦でリーベル・プレートでの初得点を記録し、アシストも記録した。2021-22シーズンは公式戦で19試合に出場し9ゴール5アシストを記録。
2022年7月14日、SLベンフィカへの完全移籍が発表された。2027年までの5年契約となっている。すぐにポルトガルでの新しい環境に適応し、8月、10月、11月の3度に渡ってプリメイラ・リーガのリーグ最優秀ミッドフィールダーに選ばれた。ベンフィカでは、2022 FIFAワールドカップの中断までに公式戦24試合に出場し、3ゴール5アシストを記録した。
2023年1月31日、当時イギリス史上最高額となる1億2100万ユーロ（約170億円）でチェルシーFCへの完全移籍が発表された。一方で、ベンフィカ会長のルイ・コスタはこの移籍について、「二度とベンフィカのシャツを着て欲しくない」と怒りをあらわにした。2月3日、フラムFC戦で初先発を果たし、移籍後初出場を果たした。チェルシーでの2戦目となった2月11日のウェストハム・ユナイテッド戦では、ジョアン・フェリックスのゴールをアシストした。2022-23シーズンの終盤に暫定監督に就任したフランク・ランパードからはより攻撃的な役割を果たす資質を持っていると評価されたが、チームのバランスを考慮され中盤の深い位置で起用された。2023-24シーズンでは背番号を5番からランパードと同じ8番に変更した。

## 代表経歴
2022年9月24日、ホンジュラス代表との親善試合にて、64分にレアンドロ・パレデスとの途中交代でピッチに入り、アルゼンチン代表デビューを飾った。
2022 FIFAワールドカップでは全試合に出場し、グループステージではフルタイム出場を果たした。グループステージ第2節メキシコ戦では試合終盤に代表初ゴールを記録し、決勝トーナメント進出がかかるポーランド戦でもフリアン・アルバレスの決勝点をアシストした。さらに、フランス代表との決勝戦でも出場したフェルナンデスはワールドカップで優勝するとともに、この大会の最優秀若手選手に選ばれた。

## プレースタイル
- キャリア初期は守備的MFだったが、次第にプレーメーカーとしての技術とBox to Boxの攻守両面MFとしての運動量でオール・ラウンドの中央のMFとされるようになった。24-25開幕時ではキャプテンマークも巻き、4-2-3-1のトップ下として先発していた[21]。
- 豊富な運動量やハードワークが特徴の選手には珍しく、パスやドリブルでゲームメイクすることもできる万能さが持ち味[22]。

## 人物・エピソード
アルゼンチン出身のバレンティーナ・セルバンテスと結婚しており娘と息子がいるが、2024年10月31、セルバンテスはインスタグラムにてフェルナンデスとの別居を発表した。
2024年9月11日、6ヶ月間の運転免許停止処分と罰金を科せられた。フェルナンデスが所有者として登録していた車を別人が運転し、2件の交通違反を犯した。またフェルナンデスは判決言い渡しが行われる裁判所へ出廷せず、警察への情報提供要請に応じなかった。
コパ・アメリカ2024でアルゼンチン代表の選手として出場していたフェルナンデスだったが、フェルナンデスと他のアルゼンチン代表選手が、チームバス内でフランス代表選手について人種差別的、同性愛嫌悪的、キリアン・ムバッペに対して中傷的・侮辱的なチャントを連呼している動画がオンライン上で公開され、フランスサッカー連盟(FFF)など多方面から激しい批判を受けた。チェルシーでフェルナンデスとチームメイトであるウェズレイ・フォファナ、アクセル・ディサシ、マロ・ギュストはフェルナンデスのSNSアカウントのフォローを解除し、フォファナはフェルナンデスの問題行為に対して抑制のきかない人種差別だと述べた。FFFはこのフェルナンデスの問題行為についてFIFAに苦情を申し立て、所属チームのチェルシーもまた内部懲戒手続きを開始したと発表した。その後フェルナンデスはチェルシーのチームメイトに対して謝罪し、反差別団体に寄付をしたことを受け、チェルシーはフェルナンデスに対する懲戒処分を取らないことを発表した。

## 代表歴

### 出場大会など
- アルゼンチン代表
  - 2022 FIFAワールドカップ

### 試合数
- 国際Aマッチ 19試合 3得点（2022年-）[33]

| アルゼンチン代表 | 国際Aマッチ | 国際Aマッチ |
| 年               | 出場        | 得点        |
| ---------------- | ----------- | ----------- |
| 2022             | 10          | 1           |
| 2023             | 9           | 2           |
| 2024             |             |             |
| 通算             | 19          | 3           |

## タイトル

### クラブ
デフェンサ・イ・フスティシア
- コパ・スダメリカーナ: 2020
- レコパ・スダメリカーナ: 2021

リーベル・プレート
- プリメーラ・ディビシオン: 2021
- トロフェオ・デ・カンペオネス: 2021

ベンフィカ
- プリメイラ・リーガ: 2022-23

### 代表
アルゼンチン代表
- FIFAワールドカップ: 2022
- コパ・アメリカ: 2024

### 個人
- FIFAワールドカップ・ヤングプレイヤー賞: 2022